# Argyresthia walsinghamella
Argyresthia walsinghamella is een vlinder uit de familie van de pedaalmotten (Argyresthiidae). De wetenschappelijke naam van de soort werd in 1880 gepubliceerd door Millière.